# Liolaemus ramirezae
Liolaemus ramirezae este o specie de șopârle din genul Liolaemus, familia Tropiduridae, descrisă de Lobo 1999. Conform Catalogue of Life specia Liolaemus ramirezae nu are subspecii cunoscute.